# Dan Graham

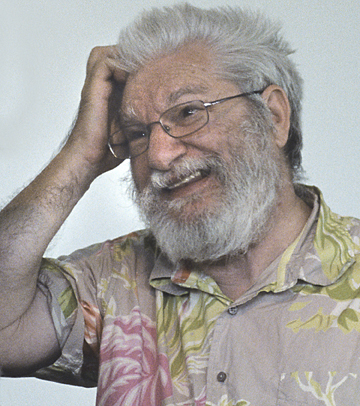
Dan Graham, Universität Zürich, 2007, Foto: Monica Boirar

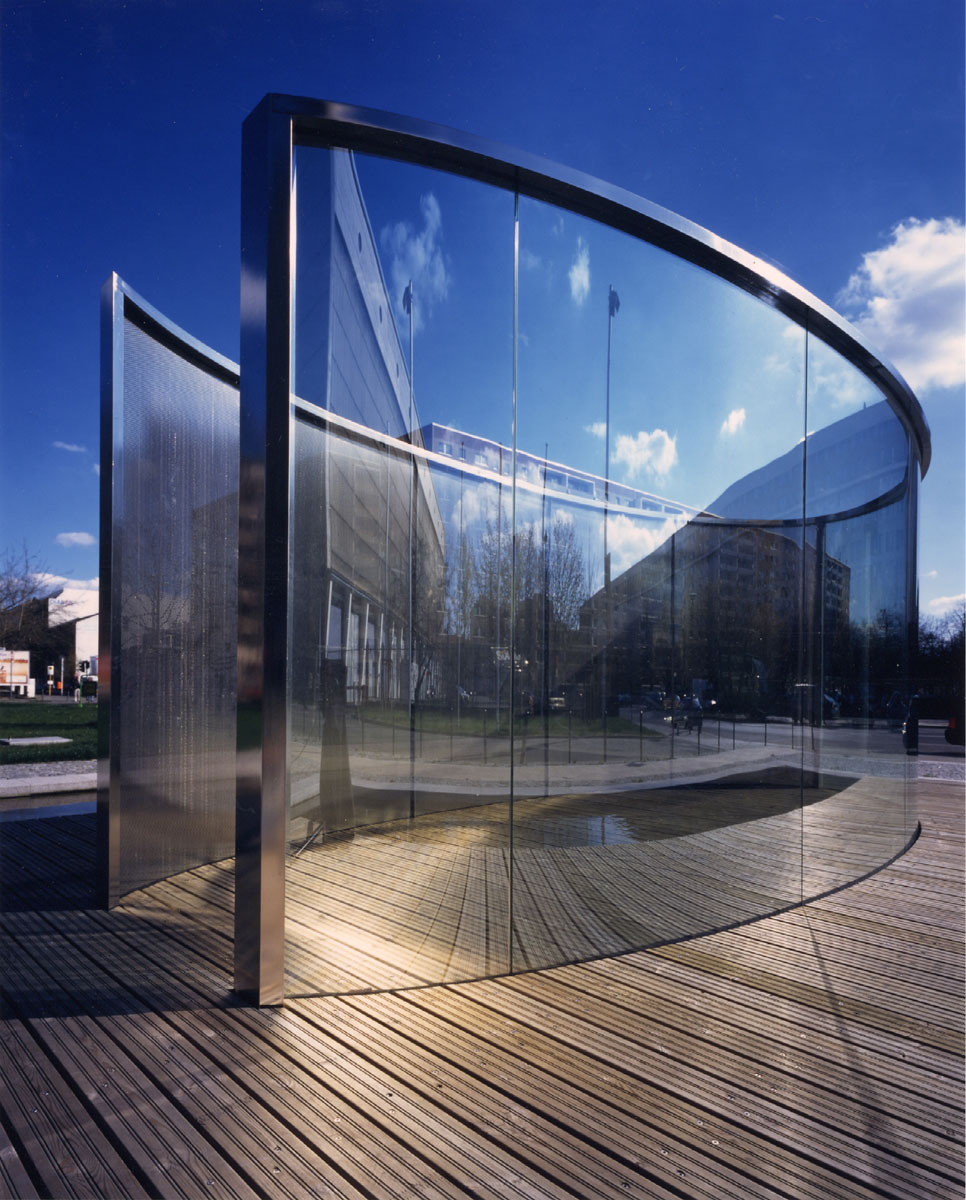
Der begehbare Pavillon Dan Grahams im Heizkraftwerk Berlin-Mitte

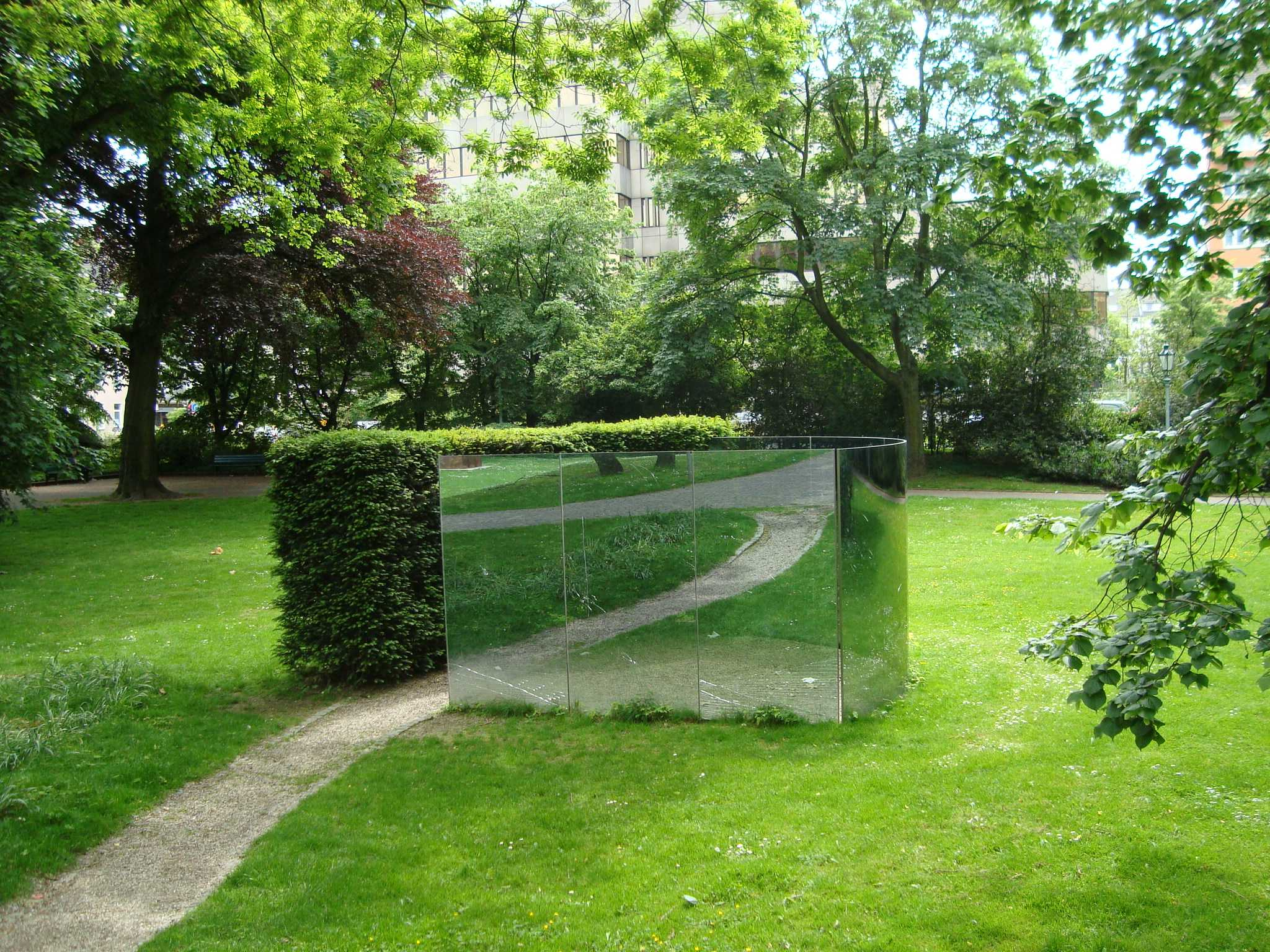
Two-Way Mirror-Hedge, 2001, im Ständehauspark in Düsseldorf

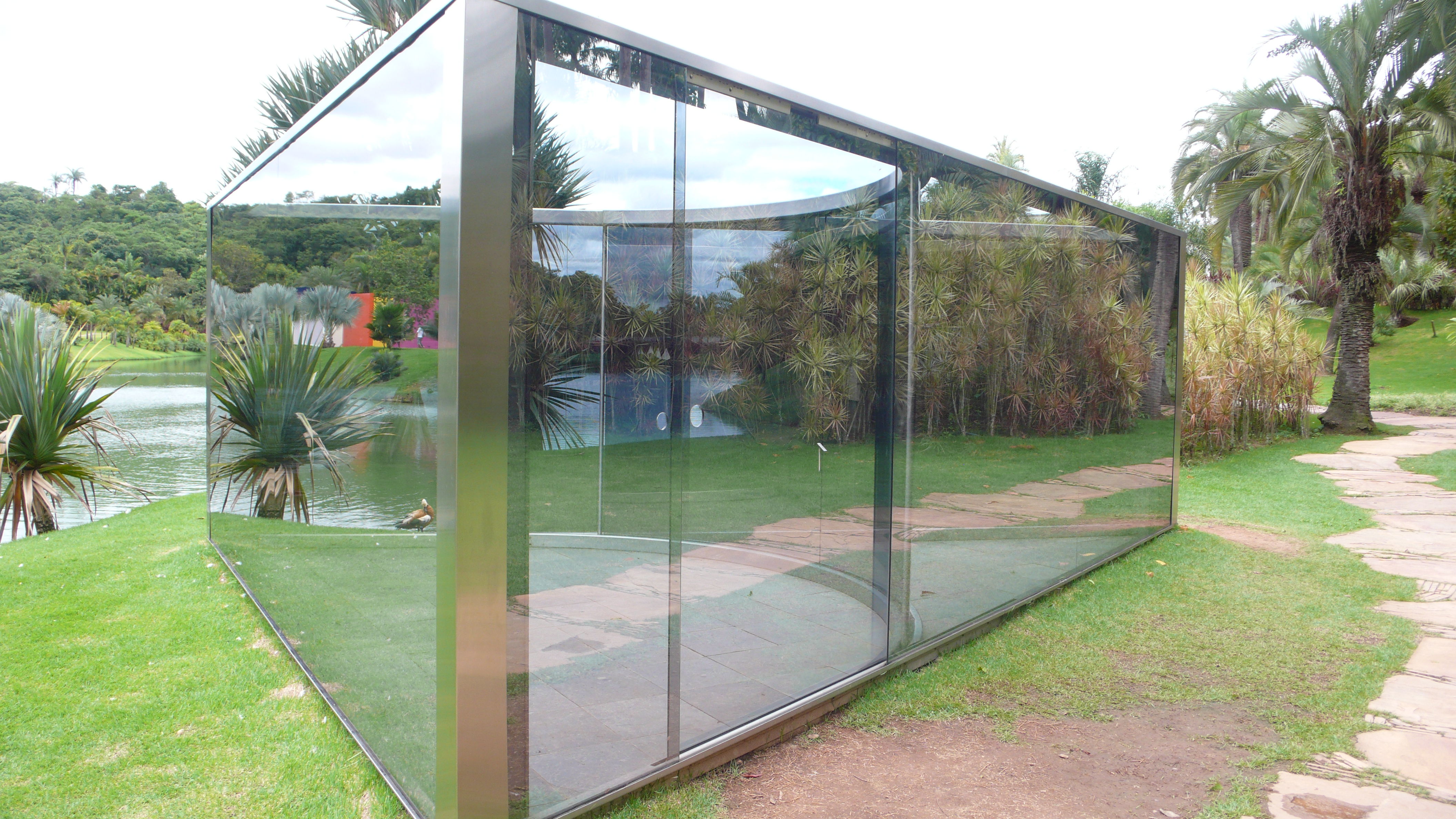
Objekt von Dan Graham im Inhotim, Brasilien

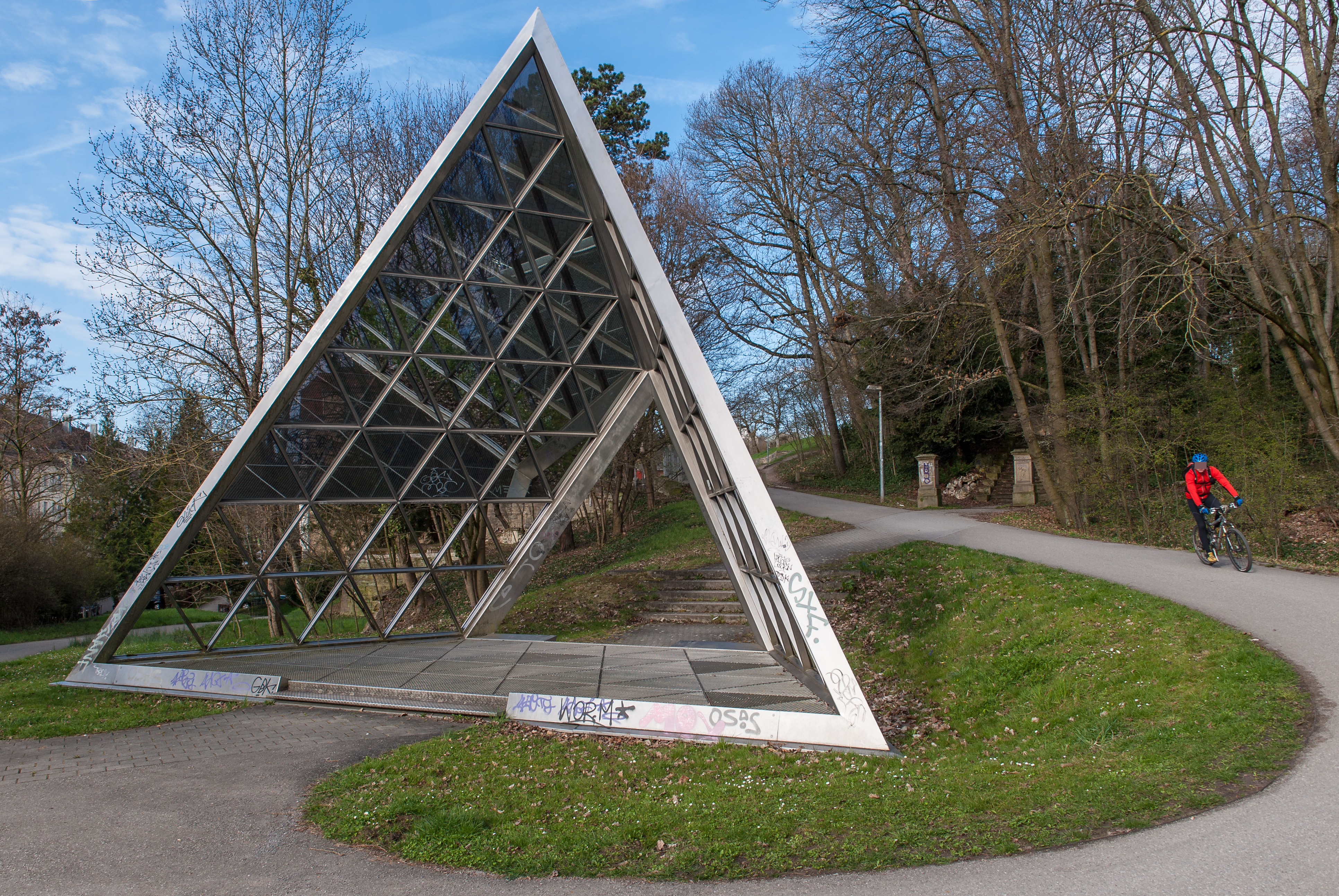
Gate of Hope, 1993, Stuttgart, Leibfriedscher Garten

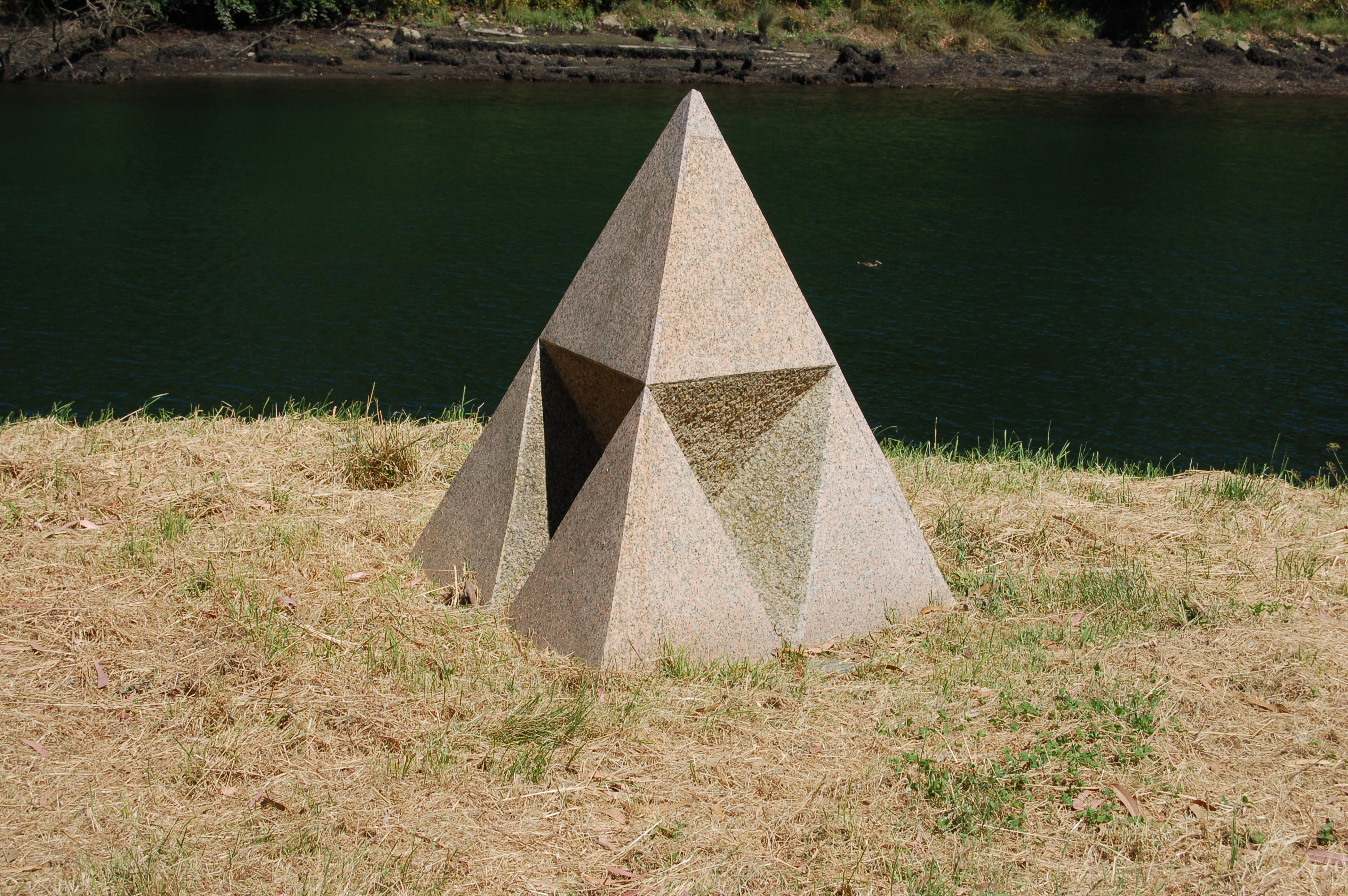
Pyramid auf der Illa das Esculturas de Pontevedra

Daniel „Dan“ Harry Graham (* 31. März 1942 in Urbana, Illinois; † 19. Februar 2022 in New York) war ein in New York lebender US-amerikanischer Bildhauer, Konzept- und Videokünstler.

## Leben und Werk
Graham wurde als Daniel Harry Ginsberg, Sohn des promovierten Chemikers Emanuel Ginsberg und der Vorschullehrerin Bess Ginsberg (geborene Friedman), geboren. Sein Vater nahm 1944 aus beruflichen Gründen den Namen David E. Graham an, so dass auch dessen Frau und Kinder einen neuen Familiennamen erhielten.
Graham studierte Philosophie an der New Yorker Columbia University. 1965 ging seine Galerie in New York pleite, in der er Donald Judd und Sol LeWitt ausgestellt hatte. 1969 hatte er für ein Jahr eine Lehrtätigkeit an der University of California in San Diego und im darauffolgenden Jahr bis 1971 am Nova Scotia College of Art in Halifax (Kanada) inne.
In den 70er Jahren schreibt und fotografiert Graham, er filmt und skizziert, tritt als Performer auf. Außerdem setzt er Installationen aus Glas und Stahl zusammen, große TV-Screens werden in die Vorgärten der Vorstadt platziert.
Graham wird in den 90er Jahren zum Kristallisationspunkt eines ästhetischen Diskurses, in dem sich Philosophie, Soziologie und Medienwissenschaften begegnen. In Deutschland wurden 1993 in Stuttgart der Pavillon Gate of Hope aufgestellt, im Innenhof der Berliner Kunstwerke sein Café Bravo. Seine Werke wurden in Graz, Wien, Eindhoven, London und insgesamt fünfmal auf der Documenta in Kassel ausgestellt. Erst 2009 richtete man ihm die erste Retrospektive in den USA im Whitney Museum of American Art in New York, dem Walker Arts Center in Minneapolis und dem Museum of Contemporary Art in Los Angeles aus.
Dan Graham war für die jüngere Künstlergeneration einer der einflussreichsten Konzeptkünstler, der mit seinem Werk früh die Autonomie des künstlerischen Werks in Frage stellte und die Rolle der Populärkultur reflektierte. 2010 wurde Graham in die American Academy of Arts and Sciences gewählt. Er starb rund sechs Wochen vor seinem 80. Geburtstag im New Yorker Stadtteil Manhattan.

## Ausstellungen (Auswahl)
- 1969: Galerie John Daniels, New York (erste Einzelausstellung)
- 1972: documenta 5, Kassel in der Abteilung Individuelle Mythologien: Selbstdarstellung – Exponate
- 1977: documenta 6, Kassel
- 1982: documenta 7, Kassel
- 1987: Skulptur Projekte in Münster 1987
- 1992: DOCUMENTA IX, Kassel
- 1997: documenta X, Kassel
- 1997: Skulptur Projekte in Münster 1997
- 1998: Galerie Rüdiger Schöttle, München
- 2001: Museu Serralves, Porto
- 2002: Galerie Rüdiger Schöttle, München

## Veröffentlichungen
- Gordon Matta-Clark. In: Sabine Breitwieser (Hrsg.): White Cube/Black Box. Werkschau Valie Export und Gordon Matta-Clark. Reader zur gleichnamigen Ausstellung (Januar bis Juni 1996). EA-Generali Foundation, Wien 1996, ISBN 3-901107-14-2, S. 215–226